# Dorcadion sapkaianum
Dorcadion sapkaianum är en skalbaggsart som beskrevs av Krätschmer 1987. Dorcadion sapkaianum ingår i släktet Dorcadion och familjen långhorningar. Inga underarter finns listade i Catalogue of Life.